# 代常亮
代常亮（だい じょうりょう、1983年12月17日 - ）は、中国の散打選手、キックボクサー。山東省出身。中国武術協会所属。

## 来歴
2000年、北京大学代表チームに選抜される。
2002年、“中米散打争奪戦”に選抜され勝利。
2004年9月19日、シュートボクシングの世界トーナメント「S-cup 2004」に出場。1回戦でジェンス・パルヴァーにTKO負け。

## 獲得タイトル
- 2001年 金龍カップ65kg級 優勝
- 2003年 中国散打65kg級 優勝